# Dolmen von Runara

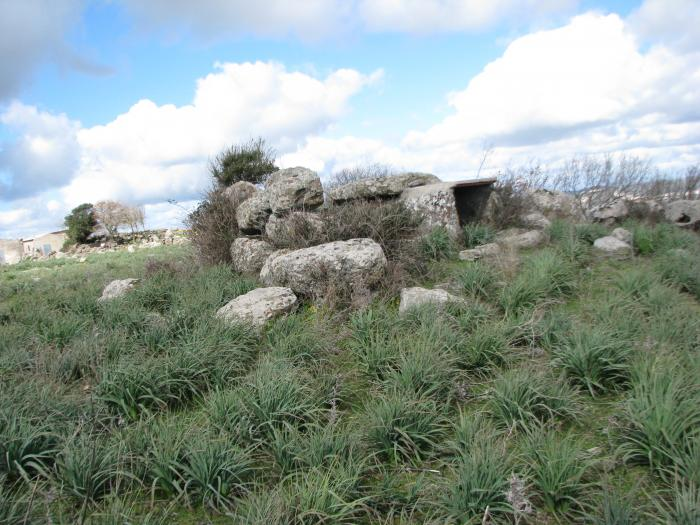
Dolmen von Runara

Der Dolmen von Runara befindet sich im archäologischen Areal von Runara auf einer etwa 500 m hohen Anhöhe am Ende einer Reihe von Nuraghen, nördlich der Straße SS 131 bis östlich von Ittiri in der Provinz Sassari auf Sardinien. 
Der restaurierte und mit Stahlträgern stabilisierte Dolmen besteht aus großen, grob quadratischen Platten, wie sie vor allem für die Megalithanlagen in der Nordhälfte Sardiniens (Sa Coveccada) typisch sind. Das grob quaderförmige Monument besteht aus zwei vertikal in den Boden eingetieften Trachytplatten von 2,5 m Länge und 2,0 m Höhe, auf denen die einzige Deckenplatte ruht. Am hinteren Ende ist der Dolmen noch durch eine Endplatte in situ verschlossen. Die ehemals vordere Platte liegt am Boden. 
In der Nähe liegen die Domus de Janas von Sa Figu.